# Phalaenoptilus nuttallii
El chotacabras pachacua o tapacamino tevíi (Phalaenoptilus nuttallii) es una especie de ave caprimulgiforme de la familia Caprimulgidae y única representante del género Phalaenoptilus.
Se distribuye por los pastizales y matorrales secos del oeste de América del Norte, desde el sur de Canadá, al norte de México, pasando por Estados Unidos.
Es la única especie de ave conocida que entra en estado de hibernación.

## Subespecies
Tiene descritas varias subespecies:
- P. n. adustus
- P. n. californicus
- P. n. centralis
- P. n. dickeyi
- P. n. hueyi
- P. n. nuttallii